# شهرستان لا پلاتا (کلرادو)
شهرستان لا پلاتا، کلرادو (به انگلیسی: La Plata County, Colorado) یک سکونتگاه مسکونی در ایالات متحده آمریکا است که در کلرادو واقع شده‌است.

## خصوصیات
شهرستان لا پلاتا ۴٬۴۰۳٫۰ کیلومترمربع مساحت دارد.